# Janaúba (gemeente)
Janaúba is een gemeente in de Braziliaanse deelstaat Minas Gerais. De gemeente telt 89.000 inwoners (schatting 2009).
De plaats is zetel van het rooms-katholieke bisdom Janaúba.

## Aangrenzende gemeenten
De gemeente grenst aan Capitão Enéas, Francisco Sá, Jaíba, Nova Porteirinha, Porteirinha, Riacho dos Machados, São João da Ponte en Verdelândia.